# David A. Snow
David A. Snow (* 16. März 1943) ist ein Soziologe, der an der University of California, Irvine lehrt. Er promovierte an der University of California, Los Angeles in Soziologie über Nichiren-Shōshū in Amerika. Er arbeitet vor allem zu sozialen Bewegungen, insbesondere Neuen Religiösen Bewegungen und Armenbewegungen. Er brachte zusammen mit Robert D. Benford Goffmans Framingsperspektive maßgeblich in die Bewegungsforschung ein.